# 鈍化剤
鈍化剤（どんかざい）とは、火薬類の感度を下げる目的で添加される物質全般を指す言葉である。
感度を下げる目的には大きく二種類ある。
製造加工や運搬、保存の時に爆発事故が起きないように、完全に起爆しなくなるようにする目的で添加する場合である。
この場合には後で鈍化剤を取り除くことを前提として揮発性のある物が添加される。
もう一つは、実際に使用する場合に安全性を高め、所望する時以外に爆発しないようにするために添加する場合である。
最も簡単で古くから在る鈍化剤は水である。
火薬は水分量が一定の割合を超えると起爆しなくなることを利用して黒色火薬のころから行われている。
鈍化剤を取り除く場合は乾燥させる。
吸湿しない、水に溶けない爆薬の場合にはアセトンなどの溶媒に溶かして鈍化させたりする。